# Flybe
Flybe var et lavprisflyselskab fra England. Selskabet har hovedkontor på Exeter International Airport i Devon. Flybe blev etableret i 1979 under navnet Jersey European Airways.

## Historie
Flybe startede deres flyvninger 1. november 1979 under navnet Jersey European Airways (JEA), som et resultat af fusionen imellem Intra Airways fra Jersey og det Bournemouth-baserede selskab Express Air Services.
Det finske flyselskab Finnair og Flybe overtog 1. august 2011 det fulde ejerskab over det regionale flyselskab Finncomm Airlines fra Finland. Dette skete ved at Flybe fik 60 % af aktierne og ansvaret for den operationelle drift, og Finnair ejede de sidste 40 % af selskabet. Finncom blev senere omdøbt til Flybe Nordic.

## Konkurs
Den 4. Marts 2020 klokken 23:00 erklærede Flybe konkurs-begæring med øjebliklig virkning. Dette skete efter længere tids økonomiske vanskeligheder. Tilbagegangen i flytrafikken under corona-krisen blev den sidste dråbe, der fik bægeret til at flyde over, for selskabet.
Flybes konkurs får store konsekvenser for indenrigstrafikken og for flere mindre regionale lufthavne i Storbritannien, specielt Exeter og Southampton. En del af de mere profitable ruter er dog blevet overtaget af andre regionale britiske flyselskaber som f.eks. Eastern Airways. og Loganair.
Den sidste Flybe flyvning landede i London Heathrow 4. marts klokken 23:40 dansk tid og var dermed den sidste Flybe landing for altid.
Det sker her ved at den Britiske regering tog 10 mill£ fra Flybe
Uddrag fra artikel
Tidligere rapporterede Financial Times, at Flybe var villig til at gå glip af et lån på 100 mio. Pund fra regeringen, hvilket betyder, at det sammensatte regionale luftfartsselskabs overlevelse kan hænge sammen med, om budgettet i næste uge inkluderer en reduktion i lufttrafikpassagerens told (APD).

### Fly og destinationer
Flybe fløj i november 2011 til over 60 destinationer. Flyflåden bestod af 66 fly med en gennemsnitsalder på 5.6 år. Heraf var der 40 eksemplarer af typen Bombardier Dash 8 Q400 med 78 sæder og 10 af Embraer ERJ-195 med plads til 118 passagerer. Den 20. juli 2010 underskrev Flybe en købsaftale om 35 fly af typen Embraer E-175 med den brasilianske flyproducent Embraer. Disse vil blive leveret fra juni 2011 til marts 2017 med en konfiguration med plads til 88 passagerer.